# Серрано, Педро
Педро Серрано (исп. Pedro Serrano) — испанский капитан, который в 1526 году после кораблекрушения оказался на одном из песчаных берегов атолла Карибского моря, теперь называемого Серрана-Банка, в 130 морских милях от островов Сан-Андрес. Только в 1534 году он был спасен испанским судном, проведя восемь лет на пустынной земле.

## История
В 1526 году испанский паташ, плывущий из Гаваны в Картахену, потерпел кораблекрушение в итоге которого погиб весь экипаж, за исключением капитана судна Педро Серрано, которому удалось добраться до негостеприимного песчаного острова.
Попав на остров Серрано оказался в тяжелейшем положении, так как на нем не было практически ничего для выживания. Его рацион главным образом состоял из черепах, моллюсков, крабов, креветок, огонь был разведён при помощи ножа и камней, которые приходилось доставать под водой. Дождевая вода собиралась в панцири черепах, на растопку костра шел весь мусор, который приносил океан. За костром Серрано особенно тщательно следил, накрыв его панцирем черепахи сохраняя от дождя. В особенно жаркие дни, он был вынужден нырять под воду, так как на острове не было никакой тени. Спустя несколько лет такой жизни на острове оказался ещё один выживший другого кораблекрушения, который впоследствии помогал нести тяжкое бремя рутинных забот.
Наконец, в 1534 году команда испанского галеона, направлявшегося в Гавану из Картахены, заметила дым костра и послала лодку, чтобы забрать выживших на корабль.
По пути в Испанию спутник Серрано погиб, а он сам благополучно добрался в Европу. В итоге добился встречи с Карлом V, который даровал ему вознаграждение в 4000 золотых песо или 4800 дукатов в Перу, которое он так и не получил, умерев по пути к этому богатству в Панаме.
Эту историю записал в своем произведении «Подлинные комментарии инков» Инка Гарсиласо де ла Вега, с его слов «от некого господина Санчеса де Фигероа, который уверял, что слышал это от него самого».
В его честь были названы рифы, где произошло крушение.